# František Krejčíř
František Krejčíř, v Německu znám jako Franz Krejcir, (* 8. května 1949) je bývalý československý hokejový útočník.

## Hokejová kariéra
V československé lize hrál za TJ Gottwaldov. Nastoupil v 7 ligových utkáních. V nižšich soutěžích hrál za TŽ Třinec, Meochemu Přerov, ZVL Skalica, EC Oberstdorf, EV Pfronten a EA Kempten.

## Klubové statistiky
| Sezona         | Klub            | Soutěž          | Základní část | Základní část | Základní část | Základní část | Základní část |
| Sezona         | Klub            | Soutěž          | Z             | G             | A             | B             | TM            |
| -------------- | --------------- | --------------- | ------------- | ------------- | ------------- | ------------- | ------------- |
| 1968/1969      | TJ Gottwaldov   | 1. liga         | 7             | 0             | 0             | 0             | -             |
| 1969/1970      | TŽ Třinec       | 2. liga         | -             | -             | -             | -             | -             |
| 1976/1977      | Meochema Přerov | 3. liga         | 31            | 12            | 12            | 24            | 11            |
| 1977/1978      | Meochema Přerov | 2. liga         | 43            | 10            | 12            | 22            | 23            |
| 1978/1979      | Meochema Přerov | 2. liga         | 42            | 8             | 11            | 19            | 28            |
| 1979/1980      | Meochema Přerov | 2. liga         | -             | 11            | -             | -             | -             |
| 1980/1981      | Meochema Přerov | 2. liga         | -             | 10            | -             | -             | -             |
| 1979/1980      | ZVL Skalica     | 2. liga         | -             | -             | -             | -             | -             |
| DEL2 1983/1984 | EC Oberstdorf   | 2. německá liga | 34            | 21            | 36            | 57            | 30            |
| DEL2 1984/1985 | EV Pfronten     | 2. německá liga | 35            | 9             | 27            | 36            | 2             |
| DEL2 1985/1986 | EA Kempten      | 2. německá liga | 36            | 11            | 39            | 50            | 18            |
| DEL2 1985/1986 | EA Kempten      | 2. německá liga | 29            | 3             | 18            | 21            | 12            |